# 青森バス
青森バス（あおもりバス）は東津軽郡の上磯・深沢・小湊地区を運行していた会社であった。1954年に青森市交通部に買収された。

## 沿革
- 1920年 - 蟹田町有志が蟹田～青森間で乗合自動車運行を組合方式で開始する。
- 1926年 - 経営不振により路線権利が蟹田町大平の張山浅吉へ。三厩～蟹田間で三厩村の浜谷自動車部が乗合自動車の運行を開始する。
- 1928年 - 両者が合併し、青森～三厩間で乗合自動車の運行を開始する。
- 1929年 - 平舘村の安井千代吉が郵便逓送運輸を計画し、さらに青森～三厩間の旅客運輸の権利を得る。張山らと競争するが、両立することが困難となり合併し青森三厩自動車運輸組合発足。
- 1930年 - 株式組織化、上磯自動車株式会社発足。
- 1943年6月 - 陸運統制令に伴い東岳線、高田線、油川線を運行していた「青森合同乗合自動車株式会社」と合併。
- 1948年 - 青森バス株式会社に名称変更（資本金1千万円）。
- 1953年 - 津軽線の開業によりドル箱の青森～蟹田間の利用者が減ったため経営難に陥る。弘南バス、津鉄バスが買収に動いたため、急遽青森市が買収決定。青森バスの大半の株式を6千万円で取得。
- 1954年1月28日 - 一般乗合旅客運送事業を青森市営バスへ譲渡（三厩線、大平線、市内線、小舘線、金浜線、東岳線、荒川線、下湯線、大野線、浪岡線、東田沢線、小湊線、駒込線、幸畑線、細越線、浪館線、筒井線、南栄町線、茂浦線）。車両36両、免許路線25線205.592km。
- 1954年2月2日 - 特定貨物自動車運送事業（運送貨物の範囲は郵便物及び郵便事業に付帯する物品、免許区域は青森市・東津軽郡）を青森市営バスへ譲渡。
- 1954年2月4日 - 一般貸切旅客運送事業（免許区域は青森県・秋田県一円）、青森（造道字磯野）・蟹田・三厩営業所を青森市営バスへ譲渡。